# Scotland the Brave
Scotland the Brave (pol. Odważna Szkocja, ang. Scotland the Brave, Język szkocki gaelicki: Alba an Àigh) – szkocka pieśń patriotyczna, uznawana za jeden z wielu nieoficjalnych hymnów, odśpiewywana najczęściej przed wydarzeniami sportowymi w których występuje narodowa reprezentacja Szkocji.